# Municipio de Cass (condado de Stone)
El municipio de Cass (en inglés: Cass Township) es un municipio ubicado en el condado de Stone en el estado estadounidense de Misuri. En el año 2010 tenía una población de 1445 habitantes y una densidad poblacional de 26,83 personas por km².

## Geografía
El municipio de Cass se encuentra ubicado en las coordenadas 36°57′25″N 93°23′10″O / 36.95694, -93.38611. Según la Oficina del Censo de los Estados Unidos, el municipio tiene una superficie total de 53.85 km², de la cual 53,34 km² corresponden a tierra firme y (0,95 %) 0,51 km² es agua.

## Demografía
Según el censo de 2010, había 1445 personas residiendo en el municipio de Cass. La densidad de población era de 26,83 hab./km². De los 1445 habitantes, el municipio de Cass estaba compuesto por el 96,68 % blancos, el 0,07 % eran afroamericanos, el 0,83 % eran amerindios, el 0,07 % eran asiáticos, el 0,21 % eran de otras razas y el 2,15 % eran de una mezcla de razas. Del total de la población el 0,97 % eran hispanos o latinos de cualquier raza.